# 阮国
阮国是商朝、西周时期建立的一个方国，其址在今甘肃省泾川县境内，后来扩展到商周时期的一个领域。
《诗经·大雅·文王之什》称阮国后被密须国侵入，《资治通鉴外纪》中称阮国被周文王所灭。
有文章称，阮姓源于阮国，阮国被灭后国人以阮为姓继续在当地生活，西戎东进时离乡迁至今河南省尉氏县，魏晋时阮姓成为望族。五胡乱华时阮氏再度南下。一些文章称，阮国由皋陶后裔阮髡所建。